# پولتون
پولتون (به انگلیسی: Paulton) یک روستا و محله مدنی در بریتانیا است که در باث و سامرست شمال‌شرقی واقع شده‌است. پولتون ۵٬۳۰۳ نفر جمعیت دارد.